# Meriones shawi
Meriones shawi és una espècie de mamífer rosegador de la família dels múrids. Viu a Algèria, Egipte, Líbia, el Marroc i Tunísia. El seu hàbitat natural són les estepes. És una espècie en risc mínim, és a dir, no sembla que hi hagi cap amenaça significativa per a la seva supervivència. L'espècie fou anomenada en honor de l'explorador i reverend britànic Thomas Shaw.